# Vlastimil Ostrý
Vlastimil Ostrý (* 6. listopadu 1966) byl český politik, počátkem 21. století poslanec Poslanecké sněmovny za US-DEU. Následně se začal věnovat znovu podnikání, byl sportovním ředitelem Zbrojovky Brno a nyní se vrátil k jeho vystudovanému oboru.

## Biografie
V komunálních volbách roku 1998 za Unii svobody neúspěšně kandidoval do zastupitelstva města Brno. Profesně se uvádí jako podnikatel. Zároveň v těchto volbách neúspěšně kandidoval i do zastupitelstva městské části Brno-Královo Pole.
Ve volbách v roce 2002 byl zvolen do poslanecké sněmovny za Unii svobody-DEU, respektive za alianci US-DEU a KDU-ČSL pod názvem Koalice, (volební obvod Jihomoravský kraj). Byl členem sněmovního rozpočtového výboru, v letech 2002-2004 místopředsedou volebního výboru a v letech 2004-2006 členem organizačního výboru. pro vědu, vzdělání, kulturu, mládež a tělovýchovu. V období let 2002-2004 zastával post místopředsedy poslaneckého klubu Unie svobody, v letech 2004-2006 byl jeho předsedou. Ve sněmovně setrval do voleb v roce 2006. Na sjezdu US-DEU v roce 2003 byl zvolen místopředsedou strany. V rámci strany patřil k provládnímu křídlu, které zůstalo loajální ke koncepci koaliční vlády s ČSSD a KDU-ČSL. Ještě v dubnu 2005 v době vrcholícího skandálu okolo majetku premiéra Stanislava Grosse se vyjádřil na podporu vlády.
V roce 2004 se společně se skupinou několika dalších poslanců napříč politickým spektrem podílel na předložení návrhu zákona o registrovaném partnerství v Česku. Předloha byla ovšem zamítnuta.
Po neúspěchu ve volbách v roce 2006 se uvádí, že se poslanec Ostrý vrátí k podnikání. Byl tehdy spolumajitelem několika brněnských restaurací.
Od roku 2013 je výkonným ředitelem fotbalového klubu FC Zbrojovka Brno.